# George Horne Russell
Pour les articles homonymes, voir George Horne, Horne et Russell.
George Horne Russell (18 avril 1861 - 25 juin 1933) est un peintre canadien.
Né à Banff dans l'Aberdeenshire en Écosse, il étudie à la Alberdeen School of Art et à la South Kensington School of Art. En 1889, il s'installe à Montréal. De 1922 à 1926, il a été président de l'Académie royale des arts du Canada.

## Musées et collections publiques
- Après l'orage, St. Andrews, 1918, huile sur toile, Musée national des beaux-arts du Québec[4]
- La Mare aux canards, entre 1900 et 1930, huile sur toile, Musée national des beaux-arts du Québec[5]
- Pins rouges, 1915, huile sur toile, Musée des beaux-arts de Montréal